# 聶世蘭
聶世蘭（1962年3月29日—），香港公務員，曾擔任土地註冊處處長及效率促進組專員，亦在2018年4月出任首位效率專員，負責領導改組後的效率促進辦公室，至2020年12月從公務員系統退休。
聶在1984年起於香港政府任職政務主任職系，曾在民政總署、行政立法兩局議員辦事處及中央政策組等多個政府部門效力，亦長年被委派在不同決策局內負責土地規劃及政策事宜，當中更包括將土地發展公司改組為市區重建局及修訂法例引入小型工程的概念，官至首長級乙一級政務官。

## 早年生涯
聶世蘭生於1962年3月29日，並在香港大學取得社会科学学士。

## 公務員生涯

### 殖民地時期

#### 生涯早期

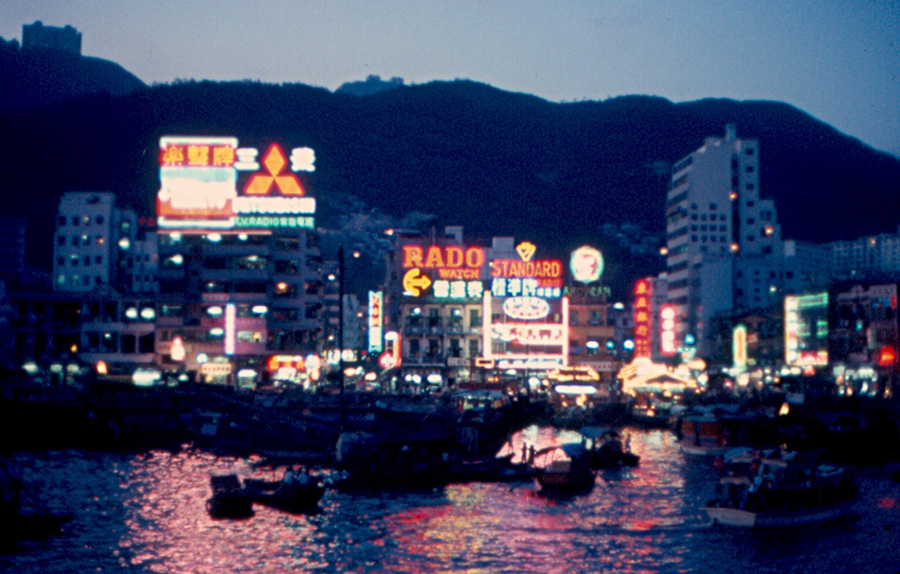
聶世蘭在1986年至1988年間曾出任南區政務處政務主任

聶世蘭在1984年8月加入香港政府任職政務主任，她的首個崗位是在布政司署出任助理房屋司，並在1985年5月派至房屋署處理總督特派廉政專員公署調查26座問題公屋醜聞的安排。不過，她在1985年9月就獲港府安排前往海外進修，至1986年7月才返回香港。返港後，她獲安排於民政總署工作，並被派至轄下的南區政務處出仕，任內亦曾兼任政務專員職務。
聶在1988年7月調職至行政立法兩局議員辦事處擔任總主任，更在1991年4月升任高級政務主任。及後，她在1991年7月返回布政司署，先於金融科出任高級經理，並再於1992年6月轉任負責娛樂事業及發展政策的助理文康廣播司。在文康廣播科工作的她獲升遷機會，於1992年11月晉升為首席助理文康廣播司，亦在1995年4月確任首長級丙級政務官。

#### 教育統籌職務
升任首長級官員的聶在1995年12月出任首席助理教育統籌司，掌管專業發展及特殊教育分科，政策範疇包括幼稚園教育、特殊教育和專業發展及培訓。她任內就香港的特殊教育進行全面檢討，並提交報告書改善相關院所的人手編配。另外，她亦負責特殊學校的工程項目及幼稚園資助等撥款的處理。同時，她負責推動為教師制定語文基準計劃，最終促成設立教師語文能力評核。

### 主權移交後初期

#### 教育統籌職務
在香港主權移交時，聶世蘭亦過渡至教育統籌局擔任首席助理局長，繼續處理同樣的政策範疇。她在臨時立法會任期內就隨即提出後檢討幼稚園資助安排和向校長提供的訓練等計劃。最後，她也為備受爭議的英語教師的語文能力基準措施護航。她在1999年8月公佈即將離任，並在同年11月正式離開教育統籌局。

#### 規劃地政職務

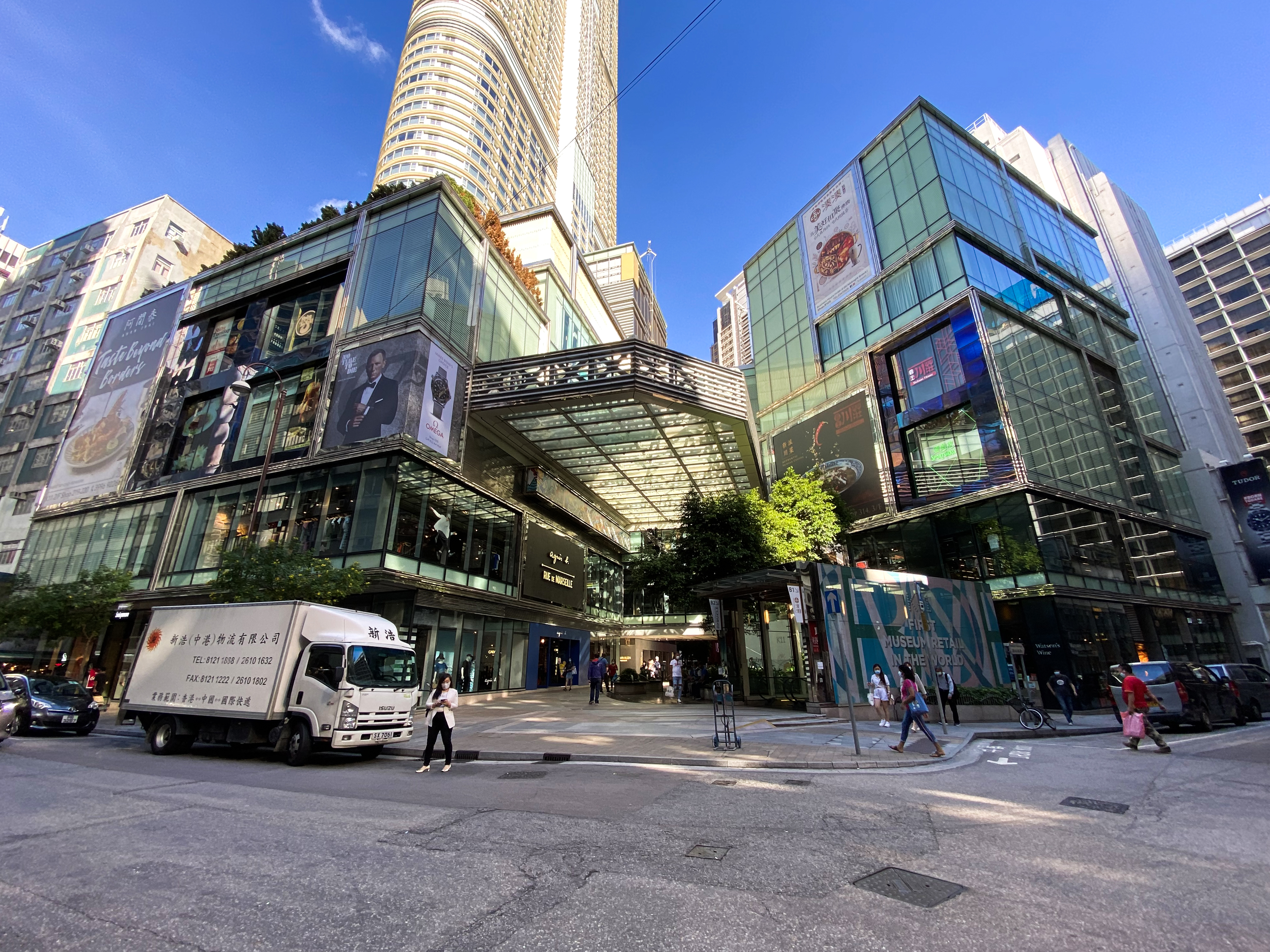
河內道18號重建為K11等項目由土地發展公司轉手至市區重建局發展

聶在1999年11月轉至規劃地政局出任首席助理局長，負責與副局長余志穩將土地發展公司改組為市區重建局，以加速舊區重建的步伐。聶在成立市建局上，由1999年白紙條例草案階段起，一直負責至2000年6月通過《市區重建局條例》時。在條例通過後，聶繼續負責市建局的籌組工作，並協助制訂其工作計劃及預算等，亦負責處理及回應市建局項目的爭議。另外，她也為規劃地政局、地政總署及規劃署爭取開設更多常額職位，以支援、監察和協助市建局。
及後，她在2003年11月升任為局內規劃及地政科的副秘書長，除了原有的市區重建政策外，亦負責廣泛的建築物管理，包括在2003年起負責《建築物條例》的大規模修訂，在法律上引入小型工程的概念，允許簡單和規模較小的建築工程分散改由由業內專業人士直接監管。與此同時，聶在亦在任內晉升為首長級乙級政務官，並在2005年7月1日獲港府奉為官守太平紳士。

#### 食物政策
聶在2007年12月轉往食物及衞生局出任副秘書長，負責食物供應、安全及標準等事宜。她甫上任後，港府隨即於2007年推出《食物安全條例草案》，以將食物環境衞生署訂明為食物安全主管部門，授權對食物安全頒布規例。及後，她亦於2008年就營養標籤及聲稱和公眾衛生及市政的法例進行修訂工作。就著食物政策，她亦兼顧公眾街巿的規格及使用數據，以及相關租金和收費的檢討。與此同時，她亦於2008年4月1日升任為首長級乙一級政務官。

### 土地註冊處處長
聶世蘭獲港府委任為土地註冊處處長，並於2009年8月24日接替蘇啟龍上任，亦兼任土地註冊處營運基金總經理。她上任後立即接下由蘇啟龍任內完成諮詢的土地業權規管的工作，亦就新界原居民須註冊祖堂地及委任司理而向新界鄉議局解釋。聶最終就土地業權規管提出了兩階段方案，提供12年強制更正的期限，再轉換為即時不可推翻的原則。同時，她亦為已公開招標的新查冊系統簽訂合約，並在任內啟用。與此同時，她與其他當時在任的部門首長比較，只花費很少的金額裝潢辦公室。及後，她在2012年11月11日卸任，並由周淑貞接替。

### 中央政策組

#### 副首席顧問

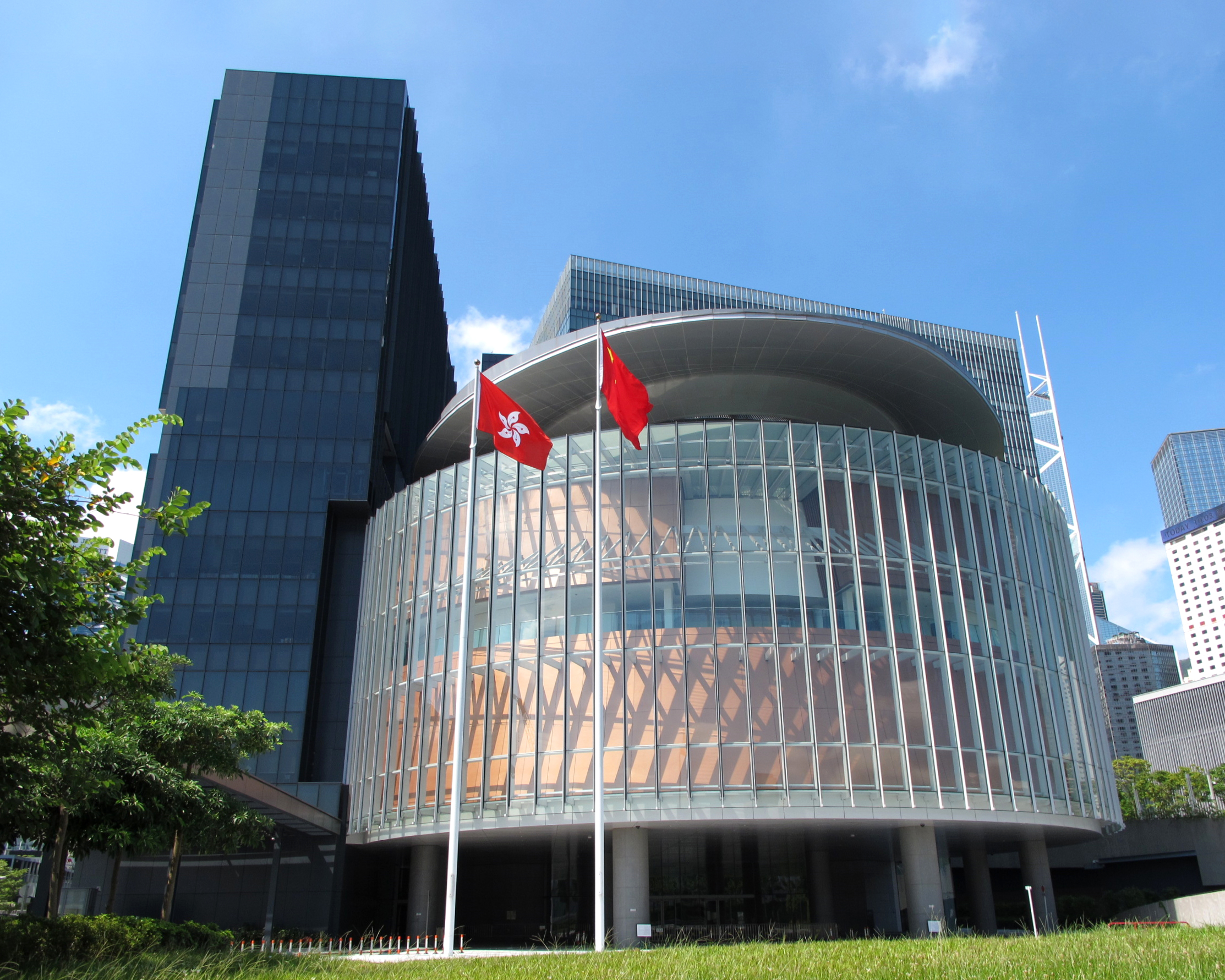
聶世蘭多次因中央政策組而在立法會答辯

聶世蘭在2012年12月起出任中央政策組副首席顧問，協助首席顧問邵善波處理中策組的行政及總務工作。她在任內定期就中策組的人事編制及日常營運開支在香港立法會上答辯。在2014年4月聶，中策組被質疑涉嫌利益輸送，向曾由邵善波擔任總裁的一國兩制研究中心批出研究撥款，而其他時事研究亦沒有公開內容。聶為此在立法會上澄清中策組招標已嚴格遵守港府的採購規則及內部指引，而邵亦因而沒有參與相關審批。此後，中策組又在2017年於立法會上被質疑以三百萬港元高薪聘任顧問高靜芝干預法定機構及諮詢委員會的成員任命，而聶亦交代任命由各決策局負責，惟聶被批評未回應高有沒有權力批准和否決任命。

#### 施政報告統籌主任
林鄭月娥在2017年7月上任行政長官後，原訂改組的中策組暫時保留編制，以準備上任後首份施政報告，聶亦因此改任中策組施政報告統籌主任。雖然施政報告由林鄭親手撰寫，但整理編排則由聶及行政長官辦公室常任秘書長丁葉燕薇完成。最終，施政報告宣佈中策組改組為政策創新與統籌辦事處，而聶亦在2017年11月離開中策組。

### 效率專員
聶世蘭在離開中央政策組後，在2017年12月1日再次接替蘇啟龍，被委任為效率促進組專員。她上任後隨即按林鄭月娥首份施政報告就效率促進組擴大和改組計劃的人手編制在立法會上答辯，並解釋部門由政務司司長辦公室改歸創新及科技局管轄的理據，而且她亦在擴大架構的同時加強現代化服務提供及鼓勵青年參與。最終，效率促進組在2018年4月1日易名為效率促進辦公室，而聶擔任的效率促進組專員亦改稱效率專員。改組後的效率促進辦公室屬創科政策下的部門之一，聶亦常在立法會上協助創科局長楊偉雄回應創科事宜。聶在2020年12月13日卸任效率專員，並以58歲之齡展開退休前休假，而李國彬則接任專員職務。

## 榮譽

### 勳銜
- 官守太平紳士（J.P.）（2005年7月1日－2020年12月13日）[23]

### 頭銜
- 聶世蘭，JP（Olivia Nip Sai-lan, JP，2005年7月1日－2020年12月13日）[23]

## 注脚
1. ↑  在2018年4月1日前稱作效率促進組專員，並屬於政務司司長辦公室的直屬部門[1]。